# Poliomielitis

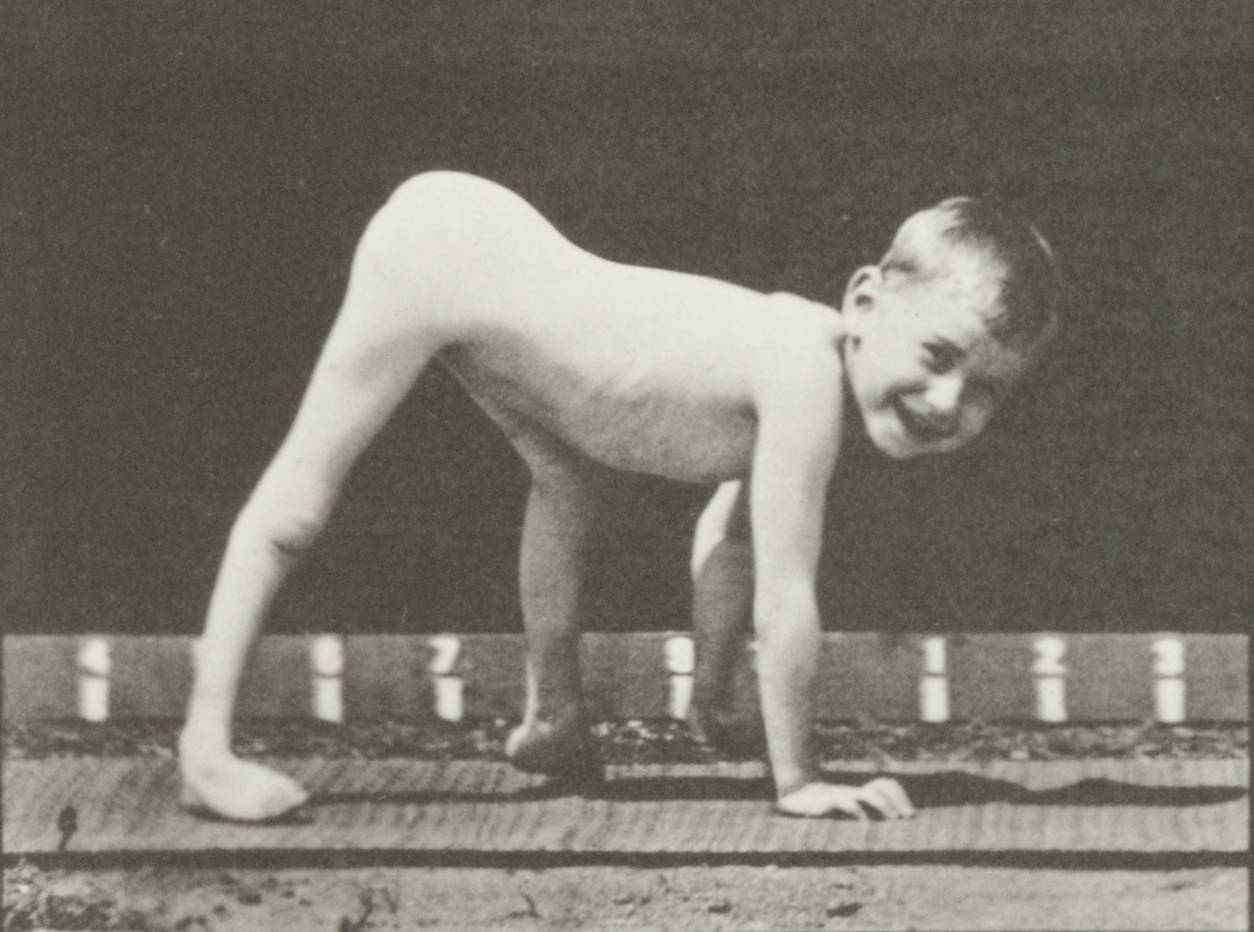
Poliomielitis

La poliomielitis, llamada de forma abreviada polio (del griego πολιός, poliós: ‘gris’; y µυελός, myelós: ‘perteneciente o relativo a la médula espinal’) o parálisis infantil, es una enfermedad infecciosa que afecta principalmente al sistema nervioso. La enfermedad la produce el poliovirus. Se llama infantil porque las personas que contraen la enfermedad son principalmente niños. Se transmite de persona a persona a través de secreciones respiratorias o por la ruta fecal oral. La mayoría de las infecciones de polio son asintomáticas. Solamente en el 1 % de casos, el virus entra al sistema nervioso central (SNC) vía la corriente sanguínea. Dentro del SNC, el poliovirus preferentemente infecta y destruye las neuronas motoras, lo cual causa debilidad muscular y parálisis flácida aguda.
La poliomielitis es más probable que ocurra en niños de 4 a 15 años en climas templados, en verano cálido e invierno un poco frío. Es una enfermedad muy infecciosa, pero se combate con la vacunación. La enfermedad afecta al sistema nervioso central. En su forma aguda causa inflamación en las neuronas motoras de la médula espinal y del cerebro y lleva a la parálisis, atrofia muscular y muy a menudo deformidad. En el peor de los casos puede causar parálisis permanente o la muerte al paralizarse el diafragma. El 24 de octubre se conmemora el Día Mundial de la Poliomielitis.

## Historia

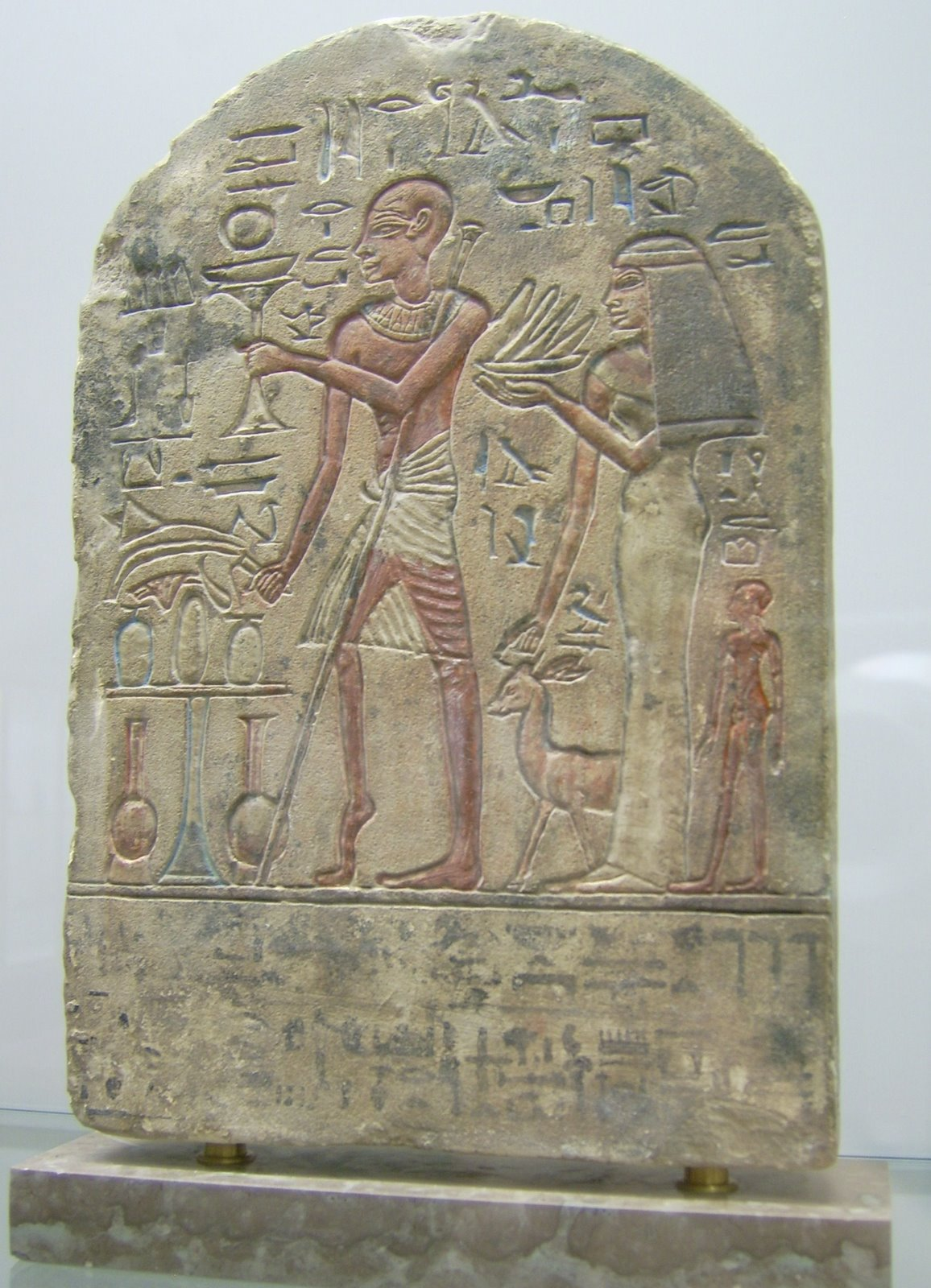
Estela funeraria egipcia del periodo de Amenhotep II, mostrando a un funcionario de palacio con poliomielitis.

La poliomielitis fue descrita por primera vez por el alemán Jakob Heine en 1840. Durante las epidemias agudas de polio a principios del siglo XIX, se definieron varias categorías de poliomielitis para clasificar la extensión y gravedad de la enfermedad. Dos patrones básicos de infección por polio se describieron: una de menor cuantía, que no afectaba el sistema nervioso central (SNC), llamado polio abortivo, y la enfermedad mayor, con parálisis o no.
La poliomielitis empezó a controlarse en 1949 cuando el bacteriólogo John Franklin Enders logró cultivar el virus en laboratorio dentro de tejidos. Basándose en esa técnica el epidemiólogo Jonas Edward Salk desarrolló una vacuna para los tres tipos de poliomielitis conocidos. Tras las pruebas clínicas pertinentes que demostraron que era segura, en 1954 se empezó la inoculación. La vacuna Salk, como se la conoce, es inyectable.
En 1964, se autorizó otra vacuna que había sido desarrollada por Albert Sabin. Se la llamó trivalente porque atacaba a los tres tipos de virus mencionados. A diferencia de la vacuna de Salk, esta se administraba por vía oral, por lo que muy rápidamente la Sabin sustituyó a la Salk.
En muy poco tiempo hubo campañas masivas de vacunación y como consecuencia de todo ello, el 21 de junio de 2002, la Organización Mundial de la Salud (OMS) declaró a la región europea libre del virus de la polio. Esta región está formada por cincuenta y un países y ochocientos cincuenta millones de habitantes. El último caso en esta región se dio en Turquía en noviembre de 1998. América fue la primera región en el mundo en ser certificada libre de polio salvaje en 1994, al tener el último caso en Perú en 1991.
En 1988, la OMS emprendió un programa mundial de erradicación. «Cuando iniciamos la campaña de erradicación en 1988, la polio dejaba paralíticos todos los días a más de mil niños», informó la doctora Gro Harlem Brundtland, la entonces directora general de la OMS, quien añadió: «En 2001, hubo mucho menos de mil casos en todo el año». La polio ya solo está activa en menos de diez países.
En mayo de 2014, la OMS hizo pública una nota de alerta por la situación de extensión de la poliomielitis en áreas endémicas y no endémicas, en concreto Pakistán y Afganistán en Asia central, Siria e Irak en Oriente Medio, y Camerún y Guinea Ecuatorial en África central.
El 24 de octubre de 2019, la OMS confirmó la erradicación en todo el mundo de la polio tipo 3.

## Epidemiología
La Organización Mundial de la Salud declara que una zona está libre de una enfermedad cuando transcurren tres años sin que se dé ningún caso.
En 1994, la OMS consideró a la región de América (36 países) libre de polio, en el año 2000 lo hizo con la región del Pacífico (37 países, incluyendo China). En junio de 2002 se declaró a Europa zona libre de polio, lo que supone para sus 870 millones de habitantes “el mayor logro del nuevo milenio en materia de salud pública”[cita requerida].
La OMS empezó su campaña para erradicar la poliomielitis en 1988. En esa época seguía siendo endémica en todo el mundo, y de hecho aquel año hubo 350 000 infectados. Durante 2005, solamente unas 1880 personas en todo el mundo contrajeron la enfermedad. A comienzos de 2006, y después de haber sido erradicada de Egipto y Níger, la OMS declaró que sólo quedaban tres países en el mundo en que la enfermedad seguía siendo endémica. Estos eran Nigeria, Pakistán y Afganistán. La OMS, la Unicef, los Centros para el Control y la Prevención de Enfermedades de Estados Unidos (CDC) y Rotary International anunciaron que redoblarían los esfuerzos en aquellos países, con lo cual estimaban que en dos años más no se producirían nuevos casos de la enfermedad. Luego habría que esperar tres años más para que la poliomielitis fuese declarada oficialmente como erradicada.
Si se consiguiera sería la tercera enfermedad infecciosa eliminada de la faz de la Tierra. La primera fue la viruela, y la segunda la peste bovina. No obstante, en 2014, este objetivo se veía aún no cercano, ya que se había comprobado la transmisión del virus y la presencia de la enfermedad en diversos países, como: Pakistán, Afganistán, Irak, Siria, Nigeria, Guinea Ecuatorial, Camerún y Etiopía. Se notificaron en los 4 primeros meses de 2014 un total de 68 casos incluyendo algunos en países no endémicos (en 2013 fueron 417 casos registrados).

El 24 de octubre de 2019, la OMS confirmó la erradicación en todo el mundo de la polio tipo 3.

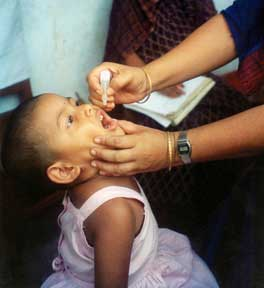
Una niña recibiendo la vacuna oral contra la poliomielitis
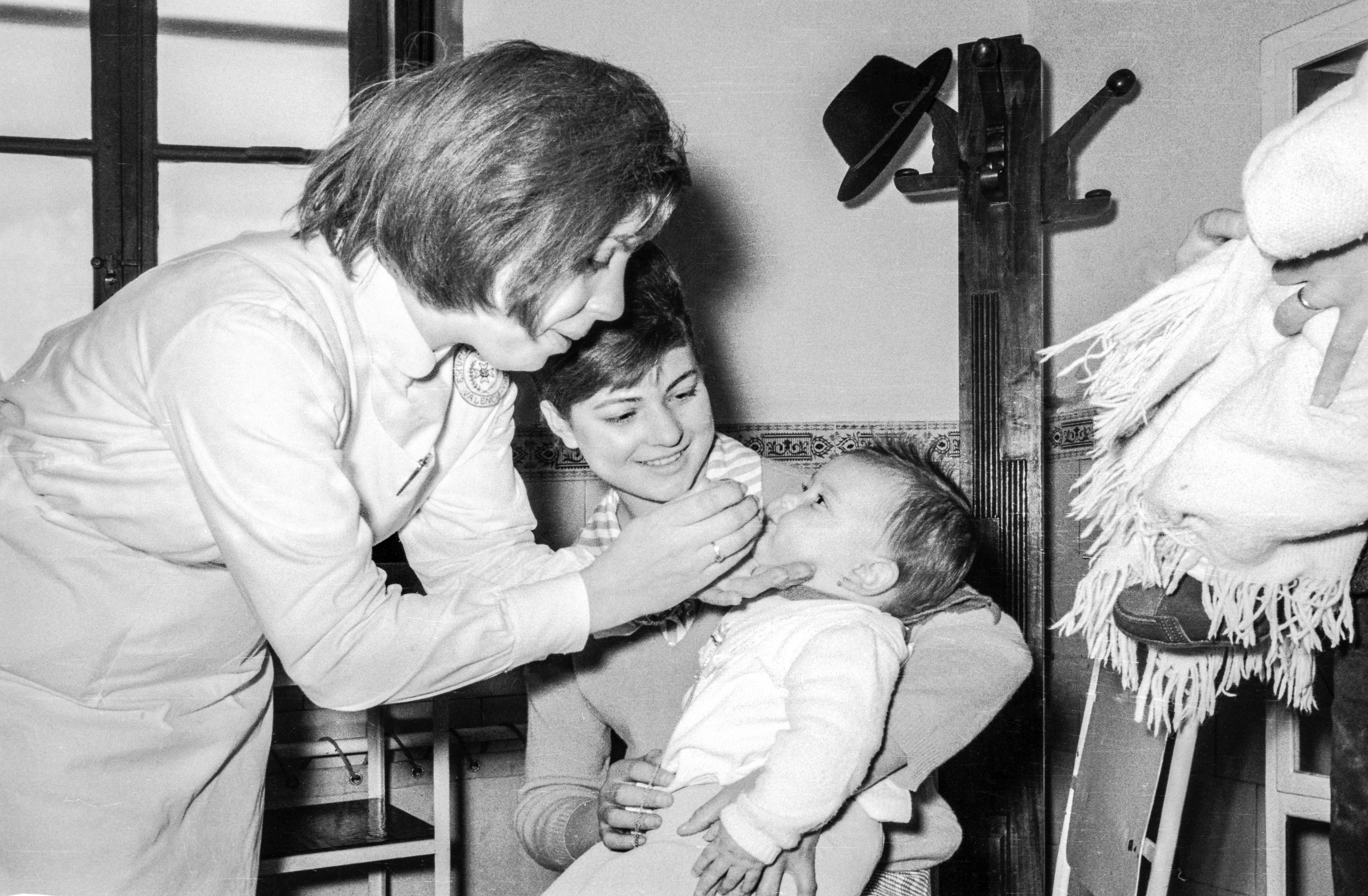
Administración de la vacuna oral en Valencia, 1963

## Etiología
La poliomielitis es una infección causada por un miembro del género Enterovirus conocido como poliovirus (PV). Este grupo de virus ARN prefiere el tracto gastrointestinal e infecta y causa enfermedad solo en los seres humanos. Su estructura es muy sencilla, compuesta de un solo genoma ARN de sentido (+) encerrado en una cáscara de proteínas llamada cápside. Además de proteger el material genético del virus, las proteínas de la cápside del poliovirus permite la infección exclusiva de ciertos tipos de células en el hospedador. Se han identificado tres serotipos de poliovirus: el poliovirus tipo 1 (PV1), tipo 2 (PV2), y el tipo 3 (PV3), cada uno con una secuencia de proteínas en la cápside ligeramente diferentes. Los tres serotipos son extremadamente virulentos y producen los mismos síntomas de la enfermedad. El PV1 es la forma más común, y la más estrechamente relacionada con la parálisis causada por la poliomielitis.
Las personas expuestas al virus, ya sea por infección o por la inmunización con la vacuna contra la poliomielitis, desarrollan inmunidad protectora. Los individuos inmunes tienen los anticuerpos IgA contra la poliomielitis presentes en las amígdalas y el tracto gastrointestinal y son capaces de bloquear la replicación del virus, mientras que los anticuerpos IgG e IgM contra PV puede prevenir la propagación del virus a las neuronas motoras del sistema nervioso central. La infección o la vacunación con un serotipo de poliovirus no proporciona inmunidad contra los otros serotipos, y la inmunidad plena requiere la exposición a cada serotipo.

### Transmisión
La poliomielitis es altamente contagiosa y se propaga fácilmente de persona a persona. En las zonas endémicas, el poliovirus salvaje es capaz de infectar prácticamente a toda la población humana. La poliomielitis es una enfermedad estacional en los climas templados, con el pico de transmisión produciéndose en verano y otoño. Estas diferencias estacionales son mucho menos pronunciadas en las zonas tropicales. El tiempo entre la primera exposición y la aparición de los primeros síntomas, conocido como el periodo de incubación, es normalmente entre 6 a 20 días, con una separación máxima de 3 a 35 días. Las partículas del virus se excretan en las heces durante varias semanas tras la infección inicial. La enfermedad se transmite principalmente a través de la ruta fecal-oral, por ingestión de alimentos o agua contaminada. A veces es transmitida a través de la ruta oral-oral, un modo especialmente visible en zonas con buen saneamiento e higiene. El virus es más infeccioso entre los días 7-10 previos de la aparición de los síntomas, pero la transmisión es posible siempre y cuando el virus permanece en la saliva o las heces.
Los factores que aumentan el riesgo de infección por poliomielitis o que afectan la gravedad de la enfermedad incluyen la deficiencia inmune, la desnutrición, la amigdalectomía, la actividad física inmediatamente después del inicio de la parálisis, lesiones al músculo esquelético debido a la inyección de las vacunas o agentes terapéuticos, y el embarazo. A pesar de que el virus puede atravesar la placenta durante el embarazo, el feto no parece ser afectado por una infección materna o de la vacunación de la madre contra la poliomielitis. Además, los anticuerpos maternos atraviesan la placenta, proporcionando una inmunidad pasiva que protege al bebé de la infección de poliomielitis durante los primeros meses de vida.

## Patogenia
Durante la infección activa, el Poliovirus entra en el cuerpo a través de la boca, infectando a las primeras células con las que entra en contacto a nivel de la faringe y la mucosa intestinal. Logra el ingreso a las células por medio de la unión a un receptor tipo inmunoglobulina, conocido como el receptor del poliovirus o CD155, en la superficie de la célula. El virus entonces secuestra la maquinaria propia de la célula hospedadora, y se comienza a reproducir. El poliovirus se multiplica en las células gastrointestinales durante aproximadamente una semana, desde donde se extiende a las amígdalas —específicamente las células foliculares dendríticas que residen en los centros germinales tonsilares—, el tejido linfoide intestinal, incluyendo las células M de las placas de Peyer, y los ganglios cervicales y mesentéricos profundos, donde se multiplica abundantemente. El virus es posteriormente absorbido por el torrente sanguíneo.
La presencia de virus en el torrente sanguíneo —conocida como viremia primaria— permite que sea ampliamente distribuido en todo el cuerpo. El poliovirus puede sobrevivir y multiplicarse dentro del torrente circulatorio y linfático durante largos períodos, a veces hasta las 17 semanas. En un pequeño porcentaje de los casos, se puede propagar y reproducir en otros sitios, tales como grasa parda, tejidos retículoendoteliales y musculares. Esta replicación sostenida es una de las principales causas de que haya un incremento de la viremia, y conduce a la aparición de síntomas catarrales. Raramente, la infección logra progresar de tal forma que el virus invade el sistema nervioso central, provocando una respuesta inflamatoria localizada. En la mayoría de estos casos lo que provoca es una inflamación auto-limitada de las meninges, las capas de tejido que rodean el cerebro, lo que se conoce como meningitis aséptica no-paralítica. La penetración del SNC no ofrece ningún beneficio para el virus, y es probable que no sea más que una desviación accidental de la infección gastrointestinal normal. Los mecanismos por los que la poliomielitis se propaga hasta el SNC son poco conocidos, pero parece ser ante todo un evento oportunista, en gran medida independiente de la edad o sexo de la persona.
El síndrome postpolio (PPS por sus siglas en inglés) es una afección que ataca a los supervivientes de la polio. Aproximadamente del 20 al 40 % de las personas que se recuperan de la polio pueden desarrollar PPS. El comienzo del PPS puede ocurrir en cualquier momento de 10 a 40 años después de declararse la infección y puede progresar lentamente durante diez años, produciendo síntomas como fatiga extrema, dolor muscular y atrofia muscular en nuevas fibras musculares así como en aquellas previamente afectadas.

## Clasificación
| Forma                             | Proporción de casos                                             |
| --------------------------------- | --------------------------------------------------------------- |
| Asintomático                      | 90-95 %                                                         |
| Enfermedad menor                  | 4-8 %                                                           |
| Meningitis no paralítica aséptica | 1-2 %                                                           |
| Poliomielitis paralítica          | alrededor de 1 %                                                |
| — Polio espinal                   | 79 % de los casos de parálisis y por eso se causó la enfermedad |
| — Polio bulboespinal              | 19 % de los casos de parálisis                                  |
| — Polio bulbar                    | 2 % de los casos de parálisis                                   |

El término poliomielitis se refiere para identificar la enfermedad causada por cualquiera de los tres serotipos de poliovirus. Se suelen describir dos patrones de infección de la polio: una enfermedad leve que no se asocia con el sistema nervioso central (SNC), a veces llamado la poliomielitis abortiva, y una forma que se asocia con una enfermedad grave del SNC, que pueden ser o no-paralítica. En la mayoría de las personas con un sistema inmune normal, una infección por poliovirus resulta ser asintomática. Ocasionalmente la infección produce síntomas menores, que pueden incluir infección del tracto respiratorio superior (dolor de garganta y fiebre), trastornos gastrointestinales (náuseas, vómitos, dolor abdominal, estreñimiento o, rara vez, diarrea), catarro y enfermedades similares.
El virus entra en el sistema nervioso central en torno al 3 % de las infecciones. La mayoría de los pacientes con toque del SNC no paralítico desarrollan una meningitis aséptica, con síntomas de dolor de cabeza, cuello, espalda, dolor abdominal y extremidades, fiebre, vómitos, letargo e irritabilidad. Aproximadamente 1 de cada 200 a 1 de cada 1000 casos, la enfermedad progresa a la forma paralítica, en la que los músculos se debilitan, se tornan hipotónicos y con movimientos mal controlados y, por último, completamente paralizados, condición que se conoce como la parálisis fláccida aguda. Según el sitio de la parálisis, la poliomielitis paralítica se clasifica como espinal, bulbar, o bulbospinal. La encefalitis, una infección del tejido cerebral en sí, se puede producir en raras ocasiones y generalmente se limita a los niños. Se caracteriza por la confusión, cambios en el estado mental, dolores de cabeza, fiebre, convulsiones y con menos frecuencia la parálisis espástica.

## Cuadro clínico
En más del 95 % de los casos, la infección es asintomática, de modo que la enfermedad tiene en ellos un curso inaparente pero capaz de estimular una respuesta inmune formadora de anticuerpos. Otras formas mucho menos frecuentes incluyen una variedad respiratoria grave, una poliomielitis paralítica bulbar, la polioencefalitis y formas monofásicas. Con mucha más frecuencia se registran formas catarrales, pre-paralítica y paralítica.

### Poliomielitis abortiva
Seguido de un período de incubación de 7-14 días aparecen aproximadamente tres días de una enfermedad caracterizada por fiebre, dolor de garganta, fatiga y, a menudo, diarrea y vómitos. Para más de tres cuartas partes de estos pacientes, la consecuencia es la mejora, de donde proviene la palabra abortiva: el fin del curso de la infección. Las células del sistema nervioso central (SNC) no están afectadas.

### Poliomielitis pre-paralítica
Aproximadamente el 5 % de los pacientes sintomáticos puede tener afectación del sistema nervioso central, en la que los síntomas anteriores, el pródromo instalan la enfermedad actual. Tras esa fase febril y quebrantos de aproximadamente una semana, estos pacientes desarrollan una meningitis aséptica que aparece como un complejo bifásico. La primera caracterizada por una fiebre recurrente de unos 39 °C (grados Celsius) y dolor de cabeza y rigidez en el cuello. El líquido cefalorraquídeo puede tener un leve aumento en el número de células y un ligero aumento de la concentración de proteína. La segunda fase suele cursar con irritación meníngea y afectación del sistema nervioso autónomo.

### Poliomielitis paralítica

Médula espinal, ilustración de las fibras motoras del asta anterior, lugar que se ve más afectado en la poliomielitis paralítica.

Normalmente se inicia con fiebre, que ocurre de 5 a 7 días antes que otros síntomas. Aparecen luego fatiga extrema, dolor muscular y atrofia muscular que causa parálisis flácida, proximal y asimétrica pudiendo incluso afectar la respiración y la deglución. Es un curso muy infrecuente, presentándose en 0,01 % de los pacientes sintomáticos. Pasados varios años, debido a la parálisis y la evolución de la estática de la columna vertebral, aparecen trastornos como la escoliosis y deformidades permanentes.

## Complicaciones
Algunos pacientes  desarrollan un síndrome pospoliomielítico años o décadas después de la poliomielitis paralítica. Este síndrome se caracteriza por fatiga muscular y disminución de la resistencia, a menudo con acompañado de debilidad, fasciculaciones y atrofia.
Se genera una hipoxia resultado de la parálisis de los músculos respiratorios, el cual requiere manejo con respirador.
La inmovilización conduce a la desmineralización con hipercalciuria e hiperfosfaturia, lo cual  tiende a formar cristales de fosfato cálcico.
El estreñimiento es común, en casos graves se llega al íleo paralítico.
Las complicaciones más importantes a largo plazo son resultantes de la atrofia muscular y en niños la inferencia en el crecimiento, desarrollo de los miembros o sectores afectados que dan lugar a deformaciones y/o acortamientos, impidiendo que puedan valerse por sí mismos.

## Diagnóstico
La poliomielitis paralítica puede ser sospechada clínicamente en individuos que experimentan la aparición aguda de la parálisis flácida en uno o más miembros con la disminución o ausencia de reflejos tendinosos en los miembros afectados, que no puede atribuirse a otra causa aparente, y sin pérdida sensorial o cognitiva.
Un diagnóstico de laboratorio se suele realizar sobre la base de la recuperación de poliovirus de una muestra de heces o un hisopo de la faringe. Los anticuerpos contra el poliovirus puede ser de utilidad diagnóstica, y en general son detectados en la sangre de pacientes infectados temprano en el curso de la infección. El análisis del líquido cefalorraquídeo (LCR), que se obtiene por medio de una punción lumbar, por lo general revela un aumento del número de glóbulos blancos (linfocitos principalmente) y un nivel ligeramente elevado de proteínas. La detección del virus en el LCR es diagnóstico de poliomielitis paralítica, pero rara vez ocurre.
En caso de que el poliovirus sea aislado de un paciente que experimenta la parálisis flácida aguda, se hacen pruebas a través del mapeo de oligonucleótidos (genético) o, más recientemente, la amplificación por PCR, para determinar si se trata de un «tipo salvaje» (es decir, el virus encontrado en la naturaleza) o «tipo de vacunas» (derivado de una cepa de poliovirus utilizadas para producir la vacuna contra la poliomielitis). Es importante determinar la fuente del virus, porque por cada caso notificado de poliomielitis paralítica causada por poliovirus salvaje, se estima que existirían otros 200-3000 sujetos portadores asintomáticos y contagiosos del virus.

## Prevención
En todo el mundo, se emplean dos tipos de vacuna contra la poliomielitis. La primera fue desarrollada por Jonas Salk, probada por primera vez en 1952 y fue dada a conocer por Salk el 12 de abril de 1955. La segunda vacuna fue una vacuna oral desarrollada por Albert Sabin usando poliovirus atenuados. Los ensayos clínicos de la vacuna Sabin iniciaron en 1957 y fue autorizada en 1962.

## Situación actual
| Casos salvajes | Casos salvajes | Casos salvajes | Casos salvajes | Casos salvajes | Casos salvajes | Casos salvajes   |
|                | Afganistán     | Pakistán       | Nigeria        | Malaui         | Mozambique     | Total            |
| -------------- | -------------- | -------------- | -------------- | -------------- | -------------- | ---------------- |
| 2015           | 20             | 54             | 0              | 0              | 0              | 74               |
| 2016           | 13             | 20             | 4              | 0              | 0              | 37               |
| 2017           | 14             | 8              | 0              | 0              | 0              | 22               |
| 2018           | 21             | 12             | 0              | 0              | 0              | 33               |
| 2019           | 29             | 145            | 0              | 0              | 0              | 174              |
| 2020           | 56             | 84             | 0              | 0              | 0              | 140              |
| 2021           | 5              | 66             | 0              | 1              | 0              | 72               |
| 2022           | 2              | 20             | 0              | 0              | 8              | 30               |
| 2023           | 6              | 6              | 0              | 0              | 0              | 12               |
| 2024           | 25             | 74             | 0              | 0              | 0              | 99               |
| 2025           | 2              | 14             | 0              | 0              | 0              | 16 (provisional) |

| Casos derivados de la vacuna | Casos derivados de la vacuna | Casos derivados de la vacuna | Casos derivados de la vacuna | Casos derivados de la vacuna | Casos derivados de la vacuna | Casos derivados de la vacuna | Casos derivados de la vacuna | Casos derivados de la vacuna | Casos derivados de la vacuna | Casos derivados de la vacuna | Casos derivados de la vacuna |
|                              | 2015                         | 2016                         | 2017                         | 2018                         | 2019                         | 2020                         | 2021                         | 2022                         | 2023                         | 2024                         | 2025                         |
| ---------------------------- | ---------------------------- | ---------------------------- | ---------------------------- | ---------------------------- | ---------------------------- | ---------------------------- | ---------------------------- | ---------------------------- | ---------------------------- | ---------------------------- | ---------------------------- |
| Afganistán                   | 0                            | 0                            | 0                            | 0                            | 0                            | 101                          | 41                           | 0                            | 0                            | 0                            |                              |
| Argelia                      | 0                            | 0                            | 0                            | 0                            | 0                            | 0                            | 0                            | 3                            | 0                            | 1                            |                              |
| Angola                       | 0                            | 0                            | 0                            | 0                            | 130                          | 3                            | 0                            | 0                            | 0                            | 9                            | 4                            |
| Benín                        | 0                            | 0                            | 0                            | 0                            | 8                            | 2                            | 3                            | 13                           | 3                            | 1                            | 3                            |
| Burkina Faso                 | 0                            | 0                            | 0                            | 0                            | 1                            | 37                           | 2                            | 0                            | 3                            | 0                            | 1                            |
| Camerún                      | 0                            | 0                            | 0                            | 0                            | 0                            | 7                            |                              |                              |                              | 3                            |                              |
| Chad                         | 0                            | 0                            | 0                            | 0                            | 10                           | 77                           | 0                            | 44                           | 55                           | 39                           | 12                           |
| China                        | 0                            | 0                            | 0                            | 0                            | 1                            | 0                            |                              |                              |                              |                              |                              |
| Congo                        | 0                            | 0                            | 0                            | 0                            | 0                            | 0                            | 2                            | 0                            | 0                            | 10                           |                              |
| Costa de Marfil              | 0                            | 0                            | 0                            | 0                            | 0                            | 51                           | 0                            | 0                            | 6                            | 1                            |                              |
| Etiopía                      | 0                            | 0                            | 0                            | 0                            | 12                           | 21                           |                              |                              |                              | 44                           | 33                           |
| Filipinas                    | 0                            | 0                            | 0                            | 16                           | 15                           | 1                            |                              |                              |                              |                              |                              |
| Ghana                        | 0                            | 0                            | 0                            | 34                           | 51                           | 12                           |                              |                              |                              |                              |                              |
| Guinea                       | 7                            | 0                            | 0                            | 0                            | 0                            | 29                           | 6                            | 0                            | 47                           | 9                            | 2                            |
| Indonesia                    | 0                            | 0                            | 0                            | 1                            | 0                            | 0                            | 0                            | 1                            | 6                            | 7                            |                              |
| Israel                       | 0                            | 0                            | 0                            | 0                            | 0                            | 0                            | 0                            | 1                            | 0                            | 0                            |                              |
| Laos                         | 8                            | 8                            | 0                            | 0                            | 0                            | 0                            |                              |                              |                              |                              |                              |
| Liberia                      | 0                            | 0                            | 0                            | 0                            | 0                            | 0                            | 3                            | 0                            | 0                            | 1                            |                              |
| Madagascar                   | 10                           | 0                            | 0                            | 0                            | 0                            | 0                            | 14                           |                              |                              |                              |                              |
| Mauritania                   | 0                            | 0                            | 0                            | 0                            | 0                            | 0                            | 0                            | 0                            | 1                            | 0                            |                              |
| Malí                         | 0                            | 0                            | 0                            | 0                            | 0                            | 26                           | 0                            | 2                            | 15                           | 1                            |                              |
| Mozambique                   | 0                            | 0                            | 0                            | 3                            | 0                            | 0                            | 2                            | 4                            | 1                            | 1                            |                              |
| Malasia                      | 0                            | 0                            | 0                            | 15                           | 0                            | 1                            |                              |                              |                              |                              |                              |
| Myanmar                      | 2                            | 0                            | 0                            | 12                           | 6                            | 0                            | 0                            | 0                            | 0                            | 0                            |                              |
| Níger                        | 0                            | 0                            | 0                            | 35                           | 1                            | 4                            | 18                           | 16                           | 2                            | 16                           | 3                            |
| Nigeria                      | 1                            | 4                            | 0                            | 131                          | 18                           | 2                            | 419                          | 48                           | 87                           | 98                           | 15                           |
| Pakistán                     | 2                            | 5                            | 0                            | 0                            | 22                           | 80                           | 8                            |                              |                              |                              |                              |
| Papúa Nueva Guinea           | 0                            | 0                            | 0                            | 40                           | 0                            | 0                            |                              |                              |                              |                              |                              |
| República Centroafricana     | 0                            | 0                            | 0                            | 0                            | 21                           | 2                            |                              |                              |                              |                              |                              |
| R. D. Congo                  | 0                            | 0                            | 41                           | 20                           | 88                           | 60                           | 28                           | 372                          | 118                          | 15                           |                              |
| Senegal                      |                              |                              |                              |                              |                              |                              |                              |                              |                              | 1                            |                              |
| Sierra Leona                 | 0                            | 0                            | 0                            | 0                            | 0                            | 0                            | 5                            | 0                            | 0                            | 0                            |                              |
| Siria                        | 0                            | 1                            | 140                          | 0                            | 0                            | 0                            |                              |                              |                              |                              |                              |
| Somalia                      | 0                            | 0                            | 2                            | 43                           | 3                            | 9                            | 1                            | 5                            | 8                            | 7                            |                              |
| Sudán                        | 0                            | 0                            | 0                            | 0                            | 0                            | 39                           | 0                            | 1                            | 0                            | 1                            | 2                            |
| Sudán del Sur                | 0                            | 0                            | 0                            | 0                            | 0                            | 12                           | 9                            | 0                            | 3                            | 10                           |                              |
| Tanzania                     | 0                            | 0                            | 0                            | 0                            | 0                            | 0                            | 0                            | 0                            | 2                            | 0                            |                              |
| Togo                         | 0                            | 0                            | 0                            | 0                            | 8                            | 9                            |                              |                              |                              |                              |                              |
| Ucrania                      | 2                            | 0                            | 0                            | 0                            | 0                            | 0                            |                              |                              |                              |                              |                              |
| Yemen                        | 0                            | 0                            | 0                            | 0                            | 2                            | 16                           | 59                           | 160                          | 8                            | 44                           | 3                            |
| Yibuti                       |                              |                              |                              |                              |                              |                              |                              |                              |                              |                              | 1                            |
| Zambia                       | 0                            | 0                            | 0                            | 0                            | 2                            | 0                            |                              |                              |                              |                              |                              |
| Zimbabue                     | 0                            | 0                            | 0                            | 0                            | 0                            | 0                            | 0                            | 0                            | 1                            | 0                            |                              |
| Total                        | 32                           | 18                           | 183                          |                              |                              |                              | 671                          | 687                          | 393                          | 320                          | 77 (provisional)             |

### Erradicación
En abril de 2013, durante la Cumbre Mundial de las Vacunas que tuvo lugar en Abu Dabi, la Organización Mundial de la Salud presentó el programa Plan estratégico integral para la erradicación de la poliomielitis y la fase final 2013‒2019, que pretendía erradicar la polio en el mundo para el 2019. Según datos de esta institución, en 1988 se reportaron 350 000 casos en al menos 125 países en donde la enfermedad era endémica, mientras que en 2016 solamente se reportaron 37 nuevos infectados. El poliovirus tipo 2 se declaró erradicado en 1999 y el poliovirus tipo 3, en 2012; persistiendo desde entonces solamente el tipo 1, cuya trasmisión se da de forma natural únicamente en Afganistán y Pakistán.
| Región              | Fecha de erradicación | Ref.          |
| ------------------- | --------------------- | ------------- |
| América             | 1994                  | [ 33 ]        |
| Pacífico occidental | 2000                  | [ 33 ]        |
| Europa              | 21 de junio de 2002   | [ 33 ] [ 34 ] |
| India               | 11 de febrero de 2014 | [ 35 ]        |
| Sudeste Asiático    | 27 de marzo de 2014   | [ 33 ]        |
| África              | 25 de agosto de 2020  | [ 36 ]        |

### Declaración de emergencia internacional de 2014
Con fecha 14 de mayo de 2014, según el seguimiento de la OMS, siguen registrándose casos en países endémicos (Pakistán y Afganistán) y se registra nuevos casos en zonas no endémicas (Guinea Ecuatorial, Camerún, Irak, Siria, Etiopía). Esta situación indica la peligrosa progresión de la polio que motiva la declaración de emergencia internacional.

## La obra de Frida Kahlo y la poliomielitis
En 1913 y con solamente 6 años de edad, la pintora mexicana Frida Kahlo contrajo esta enfermedad, que la obligó a permanecer 9 meses en la cama y le dejó como secuela de por vida la pierna derecha más delgada que la izquierda. Como consecuencia de ello, se encuentran diversas obras donde la pintora refleja la soledad que sentía durante la enfermedad. Algunas de sus obras más famosas ligadas a la poliomielitis y a la soledad de su infancia son: Cuatro habitantes de Ciudad de México (1938), Niña con máscara de muerte o Ella juega sola (1938) y Día de los Muertos.